# صندرة
صندرة  قرية سوريّة تتبع إداريّاً لمحافظة حلب منطقة أعزاز ناحية أخترين، بلغ تعداد سكانها 446 نسمة حسب التعداد السكاني لعام 2004.